# Сан Никола дел'Алто
Сан Нико̀ла дел'А̀но (на италиански: San Nicola dell'Alto, на арбърешки: Shën Koll, Шън Кол) е село и община в Южна Италия, провинция Кротоне, регион Калабрия. Разположено е на 579 m надморска височина. Населението на общината е 869 души (към 2012 г.).
В това село живее албанско общество, наречено арбъреши. Те са се заселили в този район между XV и XVIII век като бежанци от османското владичество. Село Сан Никола дел'Алто е част от етнографическия район Арберия.